# Ljusgöl (Törnsfalls socken, Småland)
Ljusgöl är en sjö i Västerviks kommun i Småland och ingår i Storån-Botorpsströmmens kustområde. Sjön är 10,7 meter djup, har en yta på 0,0848 kvadratkilometer och befinner sig 49,8 meter över havet. Vid provfiske har abborre, gädda och mört fångats i sjön.

## Delavrinningsområde
Ljusgöl ingår i det delavrinningsområde (640514-153821) som SMHI kallar för Utloppet av Vångaren. Medelhöjden är 38 meter över havet och ytan är 14,93 kvadratkilometer. Det finns ett avrinningsområde uppströms, och räknas det in blir den ackumulerade arean 32,15 kvadratkilometer. Avrinningsområdets utflöde Verkebäcksån mynnar i havet. Avrinningsområdet består mestadels av skog (56 procent) och jordbruk (14 procent). Avrinningsområdet har 3,22 kvadratkilometer vattenytor vilket ger det en sjöprocent på 21,5 procent.